# 纸币博物馆

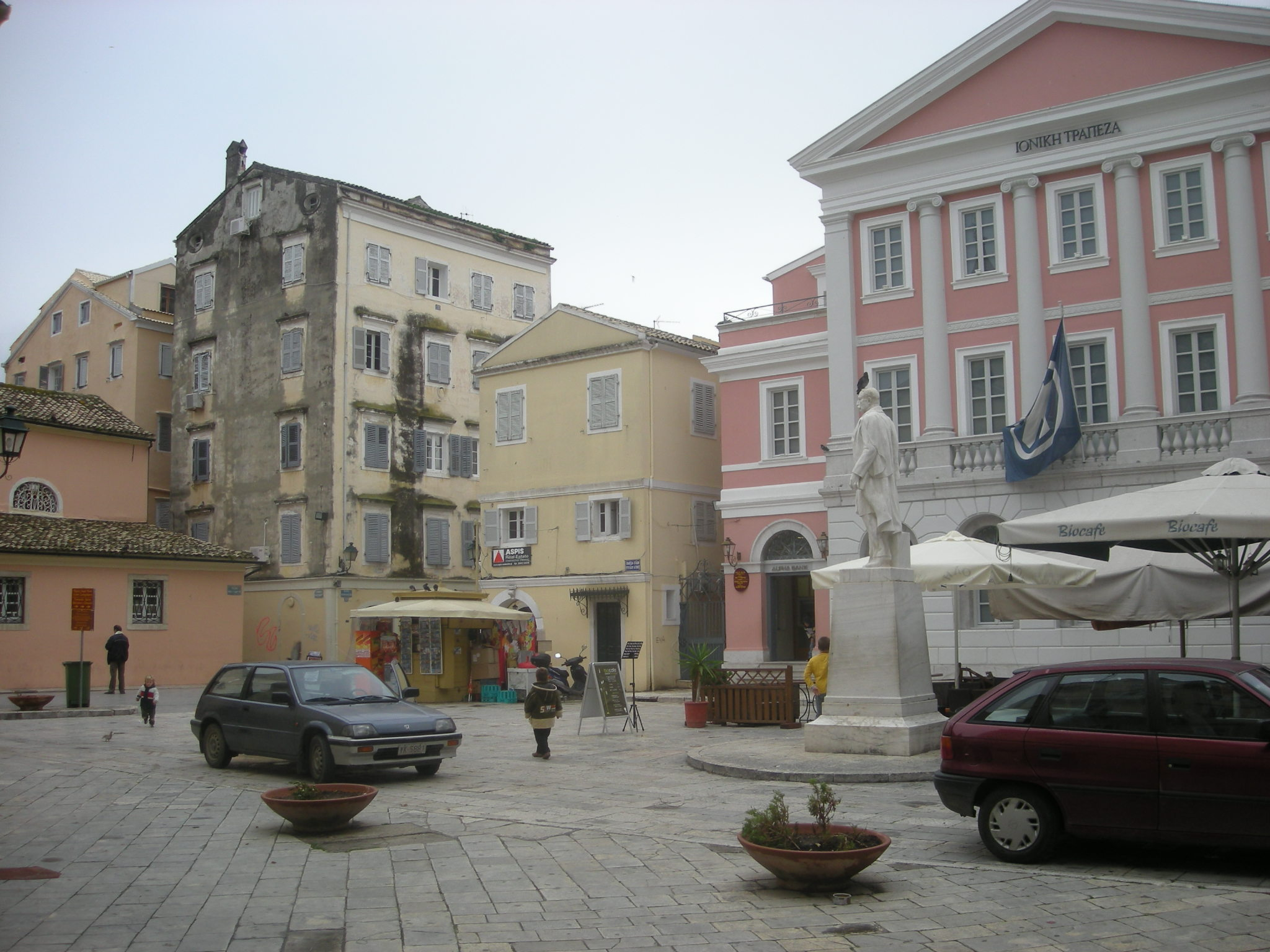

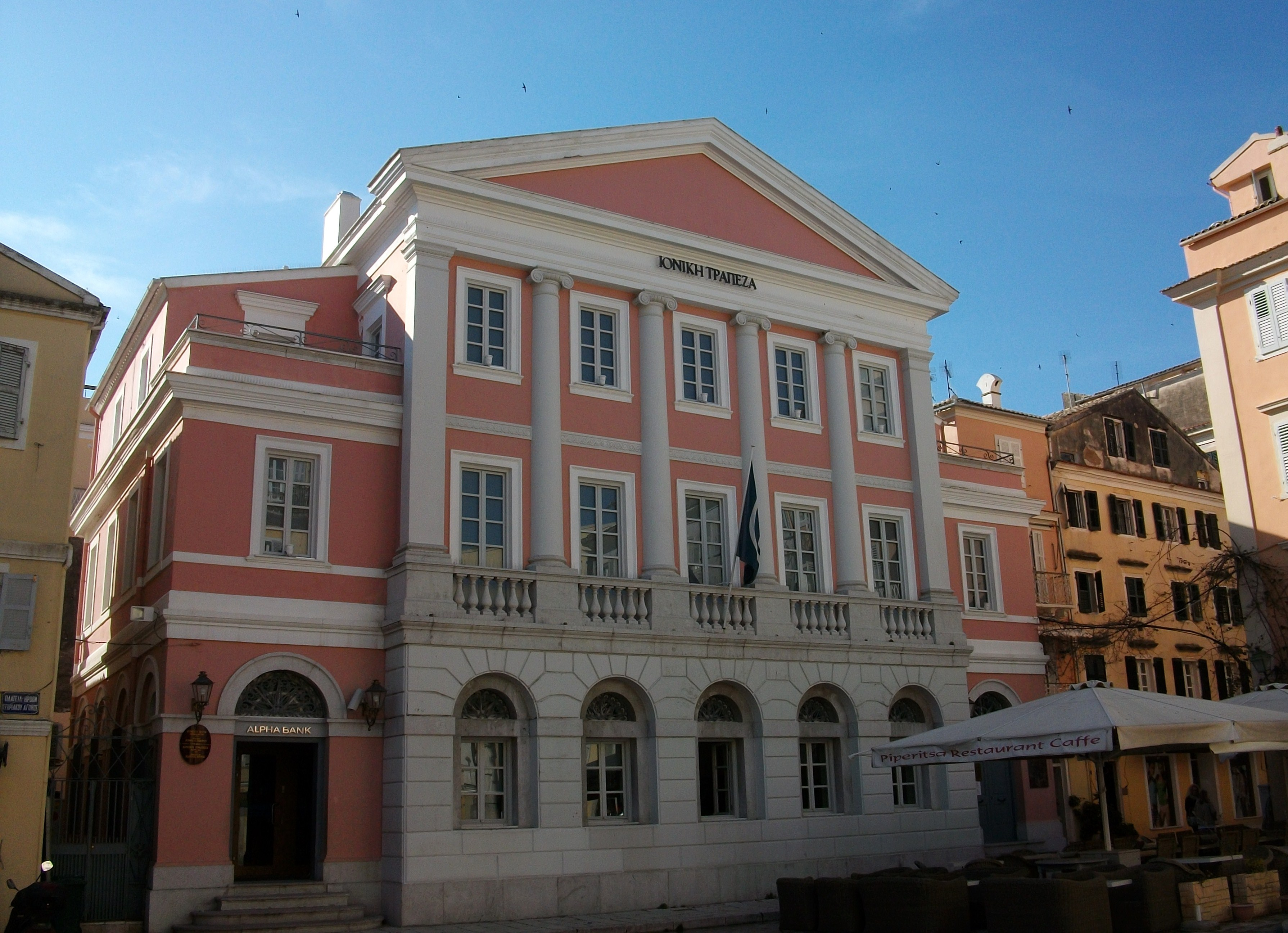

纸币博物馆（Banknote Museum）是希腊科孚島的一个博物馆，展示1822年至今几乎所有的希腊货币，约有2000种。。它包括从1822年新成立的希腊政府发新的第一批国债起，直到2002年被欧元取代。

## 历史
博物馆由爱奥尼亚银行创建于1981年。 2000年爱奥尼亚银行并入阿尔法银行后，纸币博物馆进行改建，2005年重新开放。该博物馆的同类收藏被认为是世界上最完全的。